# Ломи-Полозово
Ло́ми-По́лозово — село в составе Алябьевского сельского поселения Мценского района Орловской области России.   

## Название
Название поселения может иметь несколько происхождений: от слов «лом», «лами» — пойменный луг, сырое место и «лоза» — заросли кустов, ивняка, т. е. «лами по лозе» — заросли на сыром месте или от профессиональной деятельности жителей — изготовления саней (делать, гнуть полозья для саней). Второе название «Подтатарское» — находящееся «под татарами», в зависимости от них. Префикс Под- может говорить о нахождении поселения рядом, недалеко от основного неизвестного Татарского поселения. А также  от географических названий: нахождения рядом с большим Татарским оврагом, от почти пересохшей речки (ручья) Полозовки (Ломиполоз) — притока Колпны, от Ломиполозского оврага. Название Рохманово получено по фамилии землевладельца Рохманова (в ревизской сказке за 1816 год указан владелец полковник Андрей Львович Рохманов). 

## География
Село расположено на относительно высокой местности в большой долине с хорошей родниковой водой при прудах. До районного центра Мценска около 30 км.

## История
За 1565 год в сотной грамоте (документе на право владения) в связи с отарханиванием (освобождением от повинностей) монастырских земель в Одоевском уезде упоминается село Ломи Полозово, где также сказано о другом селе: «Ещё одно Ломи Полозова находится между Чернью и Новосилем, к северо-северо-западу от последнего». В ДКНУ (Дозорной книге Новосильского уезда) за 1614—1615 гг. упомянуты: село Ломиполозова верха (оврага), а также деревни Меньшая Татарская и Большая Татарская. Село входило в состав Новосильского уезда Тульской губернии.
Каменный трёхпрестольный храм Нерукотворного Образа Спасителя с двумя приделами (Михаила Архангела и Успения Божьей Матери), вместо сгоревшего деревянного, был построен в середине XIX века приходской помещицей Хионией Николаевной Зыбиной. Приход состоял из самого села и: сельцо Бешенцево (Енютино) ныне Шейново, Якшино, Панарино (Смородинное), Колпна, и деревень: Каменка, Власовские Выселки, Одинцово, Белкино, Лаврова Слобода, Казаково, Коробочка. В селе имелась церковно-приходская школа. 

## Население
| 2010 |
| ---- |
| 4    |

В 1857 году в селе насчитывалось 322 помещичьих крестьян, а в 1915 — 373 человек и 53 крестьянских дворов.